# Principat de Kuba
Kuba fou un petit estat tributari protegit del prant de Sorath a l'agència de Kathiawar, presidència de Bombai. Els sobirans eren Nagar bramans, i l'estat era considerat de sisena classe al Kathiawar.
Estava formar per un únic poble però administrat per dos tributaris separats. La superfície era de 3 km² i la població de 375 habitants el 1881. Els ingressos s'estimaven en 300 lliures.